# El Hazard
El Hazard (jap. 神秘の世界エルハザード, Shimpi no Sekai Eru Hazādo) ist eine Anime-Reihe von AIC und Pioneer, die 1995 als 7-teilige Original Video Animation (OVA) startete, durch eine weitere OVA und eine Fernsehserie fortgesetzt sowie durch eine andere Fernsehserie neu erzählt wurde. Die Ausgangswelt für die Reise nach El Hazard ist im gleichen Universum angesiedelt, in der auch Tenchi Muyo! spielt. So haben Charaktere aus El Hazard Cameo-Auftritte in Tenchi Muyo! und gibt es in einigen El Hazard-Folgen versteckte Hinweise auf Tenchi Muyo!.

## Veröffentlichungen

### El Hazard – Die phantastische Welt
Die von AIC und Pioneer produzierte Serie mit sieben Folgen wurde vom 26. Mai 1995 bis zum 25. Januar 1996 in Japan als Original Video Animation auf VHS veröffentlicht. Dabei haben zwei Folgen 45 Minuten, die übrigen je 30 Minuten. Das Drehbuch schrieb Ryoe Tsukimura und Serienregie führte Hiroki Hayashi. Beide haben gemeinsam auch das Konzept der Serie entwickelt, nachdem sie zuvor bereits an Tenchi Muyo! zusammengearbeitet hatten. Das Charakterdesign stammt von Kazuto Nakazawa und die künstlerische Leitung lag bei Nobuhito Sue. Die Tonarbeiten leitete Yasunori Honda, die Kameraführung Hitoshi Sato. Die Produzenten waren Hiroaki Inoue, Kazuaki Morijiri und Yasuo Hasegawa. Die Musik komponierte Seikō Nagaoka und als Abspanntitel wurde Boys be Free! von Etsuko Kozakura gesungen.
1998 erschien die Serie als El Hazard – Die phantastische Welt zum ersten Mal in einer durch Aaron Films synchronisierten Fassung im Exklusivvertrieb von A.C.O.G. auf Deutsch. Diese Fassung wurde am 15. Mai 2004 auch auf VOX ausgestrahlt. Eine englische Fassung wurde in Asien ausgestrahlt sowie in Australien und Neuseeland veröffentlicht. Mehrere Sender zeigten eine französische Synchronfassung. Außerdem kamen Fassungen auf Italienisch, Chinesisch und Spanisch heraus.

#### Handlung
Die drei Schüler Mizuhara Makoto, der mit ihm verfeindete Katsuhiko Jinnai und dessen Schwester Nanami Jinnai verschlägt es zusammen mit ihrem Lehrer Mr. Masamichi Fujisawa von der Erde auf die Parallelwelt El Hazard. Dort haben sie spezielle Fertigkeiten erhalten und werden in den Kampf gegeneinander verwickelt. Daher ziehen sie aus um die bedrohte Welt El Hazard je nach Neigung entweder zu erobern oder sie zu retten. Katsuhiko Jinnai war schon in der vorherigen Welt der Schläger an der Schule und bringt nun Einheimischen dieser Welt das Lügen, Betrügen und Stehlen bei, ehe er sich an die Spitze einer Armee von Insekten setzt, um die Welt zu erobern. Makoto muss sich als Prinzessin ausgeben, um zusammen mit Nanami und seinem Lehrer die Welt zu retten.

### El Hazard – Die Nebenwelt
Diese Anime-Fernsehserie erzählte die Geschichte der ersten OVA neu. Sie entstand ebenfalls bei AIC und Pioneer mit einem ähnlichen Team, aber nun unter der Regie von Katsuhito Akiyama. Die künstlerische Leitung wechselte zu Shigemi Ikeda, die Kameraführung zu Shigeo Kamiyama. Die Produzenten waren nun Kazuaki Morijiri und Kyoko Kobayashi. Als Vorspanntitel wurde in der ersten Serienhälfte Illusion von Invoice und in der zweiten Serienhälfte Atsui Kimochi (あつい気持ち, dt. „ein heißes Gefühl“) von Onestep Communicate verwendet und im Abspann Bukiyō Janakya Koi wa Dekinai (不器用じゃなきゃ恋はできない, dt. „ohne Unbeholfenheit ist Liebe nicht möglich“) von Rio Natsuki, Etsuko Kozukura, Kikuko Inoue.
Die 26 Folgen liefen vom 6. Oktober 1995 bis zum 29. März 1996 auf TV Tokyo und wurden kurze Zeit später auf 7 VHS veröffentlicht. 2001 erschien eine deutsch untertitelte Version, die Anime Virtual zuerst auf VHS später dann auf insgesamt 5 DVDs veröffentlichte. Auch eine englische Fassung kam auf Kaufmedien heraus sowie später per Streaming bei Crunchyroll und The Anime Network. Auf den Philippinen, in Brasilien und Portugal wurde der Anime im Fernsehen gezeigt. Außerdem wurde er auf Chinesisch, Russisch und Französisch veröffentlicht.

### Manga
Von 1995 bis 1997 erschien im Magazin Gekkan Shōnen Captain eine Adaption des Animes als Manga, geschrieben und gezeichnet von Hidetomo Tsubura. Der Verlag Tokuma Shoten brachte die Kapitel auch gesammelt in drei Bänden heraus. Bei Viz Media erschienen diese Bände auf Englisch, bei JBC auf Portugiesisch.

### Shimpi no Sekai El Hazard 2
Die 4-teilige OVA Shimpi no Sekai El Hazard 2 (神秘の世界エルハザード2, Shimpi no Sekai Eru Hazādo 2) erschien vom 21. März bis 25. Oktober 1997 in Japan auf vier VHS. Sie setzte die Geschichte der ersten OVA fort. Es erschienen englische, französische, spanische und italienische Synchronfassungen.
Bei der Produktion, die wieder bei AIC entstand, führte Yoshiaki Iwasaki Regie. Die Drehbücher schrieben Kazuhisa Onishi und Mitsuhiro Yamada. Künstlerischer Leiter war nun Satoru Kuwabara und die Kameraführung lag bei Hitoshi Sato. Die Produzenten waren Akiko Odawara, Hiroaki Inoue und Kazuaki Morijiri. Das Vorspannlied ist Shimpi No Sekai el Hazard Second und als Abspanntitel wurde Nemurenai Yoru ni wa (眠れない夜には, dt. „eine schlaflose Nacht“) von Maria Kawamura gesungen.

#### Handlung
Der auf die Parallelwelt verschlagene Lehrer Mr. Masamichi Fujisawa hat kalte Füße vor seine Hochzeit mit der Wasserpriesterin Miz Mishtal bekommen und ist verschwunden. Daher schickt diese Makoto und Freunde auf die Suche nach ihm.

### El Hazard
1998 setzte diese 13-teilige Serie die Geschichte der OVA-Reihe im japanischen Fernsehen fort. Dabei spielt sie aber die überwiegende Zeit nicht in El Hazard selbst, sondern in einer weiteren Parallelwelt. Sie entstand erneut bei AIC, nun aber unter der Regie von Yasuhito Kikuchi. Mitsuhiro Yamada schrieb die Drehbücher und die Charakterdesigns wurden von Atsushi Okuda und Toshimitsu Kobayashi bearbeitet. Satoru Kuwabara war wieder künstlerischer Leiter und Yasunori Honda Leiter der Tonarbeiten. Hideo Okazaki war für die Kameraführung zuständig. Die Produzenten waren Hiroaki Inoue, Kazuaki Morijiri und Kinya Watanabe. Als Vorspanntitel wurde 13-gatsu no Shukumei (13月の革命, dt. „Revolution der 13 Monate“) wurde von Fence of Defense verwendet, im Abspann bis auf in die letzte Episode Kami-sama ga Kureta Hi (神様がくれた日, dt. „ein von Gott kommender Tag“) von Sora Izumikawa und in der letzten Love Mania! von Maaya Sakamoto, Rio Natsuki, Etsuko Kozukura, Kyōko Tsuruno.
Die Animeserie wurde vom 8. Januar bis zum 25. März 1998 von TV Tokyo gezeigt. Die 13. Folge wurde jedoch nicht ausgestrahlt, sondern nur nachträglich als Bonus auf Video veröffentlicht. 2004 veröffentlichte Trimax eine DVD mit den ersten beiden Teilen dieser Serie. 2007 erschien eine als Sammelbox deklarierte Ausgabe dieser DVD, an die sich die ebenfalls als Sammelbox deklarierte DVD mit den Teilen 3 bis 6 anschloss. Beide Versionen wurden als El Hazard veröffentlicht, ohne dabei zu berücksichtigen, dass die erste OVA ebenfalls als El Hazard veröffentlicht worden war. Damit setzte Trimax den Trend von Anime-Virtual fort, die bei ihrer DVD-Ausgabe ebenfalls den Untertitel weggelassen hatten. Damit gibt es auf Deutsch drei voneinander zu unterscheidende Serien, die alle unter dem gleichen Namen laufen. Außerdem änderte Trimax in ihrer Version viele der aus den vorhergehenden Serien bekannten Namen. Die Folgen 7 bis 13 wurden nicht veröffentlicht. Darüber hinaus erschienen Synchronfassungen auf Englisch und Französisch sowie eine Veröffentlichung in Taiwan.

#### Handlung
Weil die bald verheiratete Wasserpriesterin von ihrem Posten zurückgetreten ist, wurde für den Posten der Wasserpriesterin eine Nachfolgerin benötigt. Als Nachfolgerin wurde die junge Kauhl auserkoren. Während ihrer Einführungszeremonie wird ein Gerät aktiviert, das alle in dessen Einflussbereich befundenen Personen von El Hazard aus in eine weitere andere Welt befördert.

### Synchronisation
| Rolle                  | japanische Sprecher (Seiyū) | deutsche Sprecher* |
| ---------------------- | --------------------------- | ------------------ |
| Makoto Mizuhara        | Tetsuya Iwanaga             | Andreas Müller     |
| Katsuhiko Jinnai       | Ryōtarō Okiayu              | Sasha Kaufmann     |
| Nanami Jinnai          | Rio Natsuki                 | Christina Nussbaum |
| Ura                    | Aya Sakaguchi               | Christina Nussbaum |
| Ifurita                | Yuri Amano                  | Adeline Schebesch  |
| Shayla-Shayla          | Tomo Sakurai                | Adeline Schebesch  |
| Rune Venus             | Kikuko Inoue                | Stefanie Albrecht  |
| Miz Mishtal            | Saeko Shimazu               | Stephanie Albrecht |
| Alielle                | Etsuko Kozakura             | Heidi Schliesser   |
| Kiraia                 |                             | Heidi Schliesser   |
| Qawoor Towles          | Maaya Sakamoto              |                    |
| Mr. Masamichi Fujisawa | Kōji Ishii                  | Frank Strobelt     |
| Fatora                 | Mifuyu Hiiragi              | Natasa Tolimir     |
| Nahato                 | Rikako Aikawa               | Björn Dobelman     |
| Galus                  | Ryūzaburō Ōtomo             | Joachim Rudolph    |
| AfuraMang              | Miho Yoshida                | Nina Marschke      |
| Diva                   | Yōko Soumi                  | Nina Marschke      |
| Dr. Schtalubaugh       | Tamio Ōki                   | Thomas Witte       |
| Londs                  | Hiroshi Naka                | Tristan Vogt       |

* für die deutsche Synchronisation der 7-teiligen OVA

## Rollenspiel
In Japan und in den USA erschien zur OVA ein Rollenspielbuch. Es umfasst auf 190 Seiten die Regeln und weitere Informationen für ein Pen-&-Paper-Rollenspiel nach dem Tri-Stat-System sowie Illustrationen aus dem Anime.

## Rezeption
Die Anime Encyclopedia nennt den Anime eine „hirnverbrannte Pulp-Abenteuerserie“, deren Humor sich aus dem Aufeinandertreffen von Fantasy und Charakteren aus dem 20. Jahrhundert speise. Die Welt sei vor allem von Tausendundeine Nacht inspiriert und die Serie sei eines der beliebtesten Werke von Pioneer außerhalb Japans geworden. Die englische Synchronisation sei eine der besten bis dahin, mit guter Übersetzung sowie Improvisationen der talentierten Sprecher. Die Fortsetzungen und Neuverfilmungen als Fernsehserien und OVA seien jedoch nicht mehr so unterhaltsam, wiederholten die Ideen nur und daher enttäuschend. Auch die Manga-Umsetzung, so Jason Thompson, sei fade und nur gelegentlich lustig. In gummiartig anmutenden Zeichnungen werde eine Geschichte erzählt, die im Vergleich zum Anime wesentlicher Elemente beraubt wurde und in der stattdessen zwei neu hineingeschriebene Gegner für unnötige Kampfszenen sorgen. Dagegen bewertet die Animerica die zweite Fernsehserie positiv, da sie trotz wiederverwendeter Geschichte mit neuen Charakteren und Schauplätzen einen unterhaltsamen, guten Mix aus unbeschwerter Comedy und ernsthafter Action biete, der dabei angenehm wenig anspruchsvoll sei. Dazu kämen die gute Qualität von Musik und Animationen.
Die erste OVA biete romantische Verstrickungen, Verwechslungen und komische Situationen, verpackt in einer dramatischen Fantasy-Geschichte, so die MangasZene. Die Animationen „bestechen […] durch schöne Cels, die dank kräftiger Linienführung und starken Farben sowohl bei den Personen als auch den Hintergründen zu gefallen wissen. Hinzu kommen der stimmungsvolle Sound von Seikō Nagaoka und das orientalisch angehauchte, instrumentale Opening, das zum märchenhaften Ambiente passt.“ Einzig die Kürze der Serie ein Wermutstropfen. Die erste Fernsehserie dagegen sei zwar immer noch nett, mache aber in der Komplexität der Geschichte und Figuren einige Abstriche, um ein jüngeres Fernsehpublikum anzusprechen, und sei auch in der Animationsqualität schlechter. Ebenfalls schlechter sei die zweite OVA, mit schwächerem Charakterdesign und Geschichte, auch wenn einige positive Elemente des ersten Animes erfolgreich übernommen wurden: „Es fehlt weder an Action noch an überdrehter Situationskomik, und auch das Finale bietet einiges an Dramatik und Gefühl. Das Opening ist das schönste aller El Hazard-Versionen“. Die deutsche Synchronisation der ersten OVA, so die AnimaniA, sei nur am Anfang schwach, steigere sich dann und sei insgesamt auf einem ordentlichen Niveau. Die Geschichte sei spannend, ausgeklügelt und lustig zugleich, ein „Genre-Potpourie aus Spannung, Action, Romantik und einer ordentlichen Portion Humor“. Die Animationen seien „astrein“ und die sympathischen Charaktere könnten begeistern, wobei noch jede ihrer Handlungen nachvollziehbar bleibe. So wie die Synchronisation der OVA nicht von Anfang an gute Qualität habe, sei bei den ersten Folgen der Fernsehserie in der deutschen Fassung die Tonqualität schlecht und einige Untertitel falsch.